# Niedźwiada Mała
Niedźwiada Mała – wieś w Polsce położona w województwie lubelskim, w powiecie opolskim, w gminie Łaziska.
W latach 1975–1998 miejscowość administracyjnie należała do ówczesnego województwa lubelskiego.
Wieś stanowi sołectwo w gminie Łaziska. Według Narodowego Spisu Powszechnego z roku 2011 wieś liczyła 58 mieszkańców.

## Historia
Początkowo Niedźwiada stanowiła jedną wieś z rodowodem sięgającym XV wieku. Od połowy wieku XV własność wsi była podzielona – początkowo własność szlachecka, od lat 1442–1468 własność szlachecka (obecna Niedźwiada Duża) i klasztoru świętokrzyskiego (obecna Niedźwiada Mała).